# Stora Värsjö
Stora Värsjö är en sjö i Varbergs kommun i Västergötland och ingår i Viskans huvudavrinningsområde. Sjön är 14 meter djup, har en yta på 0,442 kvadratkilometer och befinner sig 103,4 meter över havet. Vid provfiske har bland annat abborre, mört, regnbåge och sarv fångats i sjön.

## Delavrinningsområde
Stora Värsjö ingår i det delavrinningsområde (635132-129511) som SMHI kallar för Mynnar i Skuttran. Medelhöjden är 84 meter över havet och ytan är 8,27 kvadratkilometer. Det finns inga avrinningsområden uppströms utan avrinningsområdet är högsta punkten. Vattendraget som avvattnar avrinningsområdet har biflödesordning 3, vilket innebär att vattnet flödar genom totalt 3 vattendrag innan det når havet efter 14 kilometer. Avrinningsområdet består mestadels av skog (66 %) och jordbruk (20 %). Avrinningsområdet har 0,83 kvadratkilometer vattenytor vilket ger det en sjöprocent på 10,1 %.

## Fisk
Vid provfiske har följande fisk fångats i sjön:
- Abborre
- Mört
- Regnbåge
- Sarv
- Öring
- Gädda